# Боровское (Луганская область)
Боровско́е — посёлок в составе Северодонецкого горсовета (до 1992 года входил в состав Попаснянского района) Луганской области Украины. С 25 июня 2022 года контролируется Луганской Народной Республикой.

## Географическое положение
Находится на левом берегу Северского Донца, в 3 км от него, у озёр Зимовное, Песчаное (Подпесочное) и Туба.

## История
По неподтверждённым данным, городок в виде небольшого селения построен донскими казаками до 1650 года. Документально зафиксировано, что в 1675 году атаман В. С. Сергеев в письме в Москву сообщает о том, что он за несколько лет казачьи городки «в Боровском юрту на многих татарских шляхах (дорогах) построил». А в донской документации указано, что в 1672 году казаки захотели на месте Боровского поставить городок, но «Войско сочло нужным прежде всего выяснить, не будет ли от того утеснения другим станицам, и лишь потом разрешило юрт занять и, собрав станицу, городок устроить и жить, как иные наши городки». То есть чёткие данные имеются только на 1672 год. Место было выбрано из-за качественных дубовых и сосновых лесов в данной местности, крайне необходимых для жизни в степи.
Согласно показаниям атамана Е. П. Петрова, казаки городков Сухарева, Краснянского, Боровского и Старого Айдара «руки давали… чтоб им князя Юрья Долгорукого убить». Городок выказал полную поддержку К. Булавину, за что был отнят у донских казаков, и вся местность была передана слобожанам.
28 октября 1938 года Боровское получило статус посёлка городского типа.
Посёлок Боровское был оккупирован немцами в июле 1942 года. В период оккупации было замучено и расстреляно 17 человек. 269 жителей посёлка были отправлены в Германию на каторжные работы. Освобожден посёлок был 1 февраля 1943 года 78 стрелковой дивизией. Участие в Великой Отечественной войне приняли 1150 жителей поселка, 750 человек отдали жизнь в боях.
В январе 1989 года численность населения составляла 5791 человек.
В 1990-е годы в посёлке была смонтирована АТС на 200 номеров. В 2000е годы посёлок был подключен к газопроводу.
На 1 января 2013 года численность населения составляла 5932 человека.
13 октября 2018 года в районе посёлка были найдены обломки российского БПЛА «Орлан-10», сбитого экипажем вертолёта Ми-24 из состава Объединённых сил Украины.
С 25 июня 2022 года посёлок контролируется самопровозглашенной ЛНР.

## Знаменитые люди
- Алексей Иванович Агафонов — Герой Советского Союза.